# Vlag van Elsloo (Friesland)

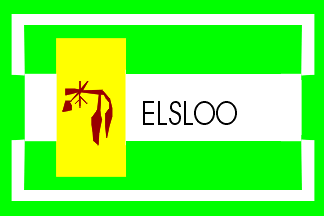
Vlag van Elsloo

De vlag van Elsloo is de dorpsvlag van het Nederlandse dorp Elsloo, in de Friese gemeente Ooststellingwerf. De vlag werd in 1979 in gebruik genomen en ontstaan uit een ontwerpwedstrijd. Het ingezonden ontwerp van Hendrik Betten werd daarbij gekozen door het dorpsbelang.
De vlag bestaat uit een groen veld met in het midden een witte horizontale baan. Aan de boven- en onderzijde is een wit kader opgenomen. Aan de broeking is een geel blok geplaatst met daarin een rode elzentak. Deze vormen een sprekend element, verwijzend naar de dorpsnaam. De naam elsloo is naast dit element geschreven op de witte horizontale baan in zwarte hoofdletters.